# Kaatje Vermeire

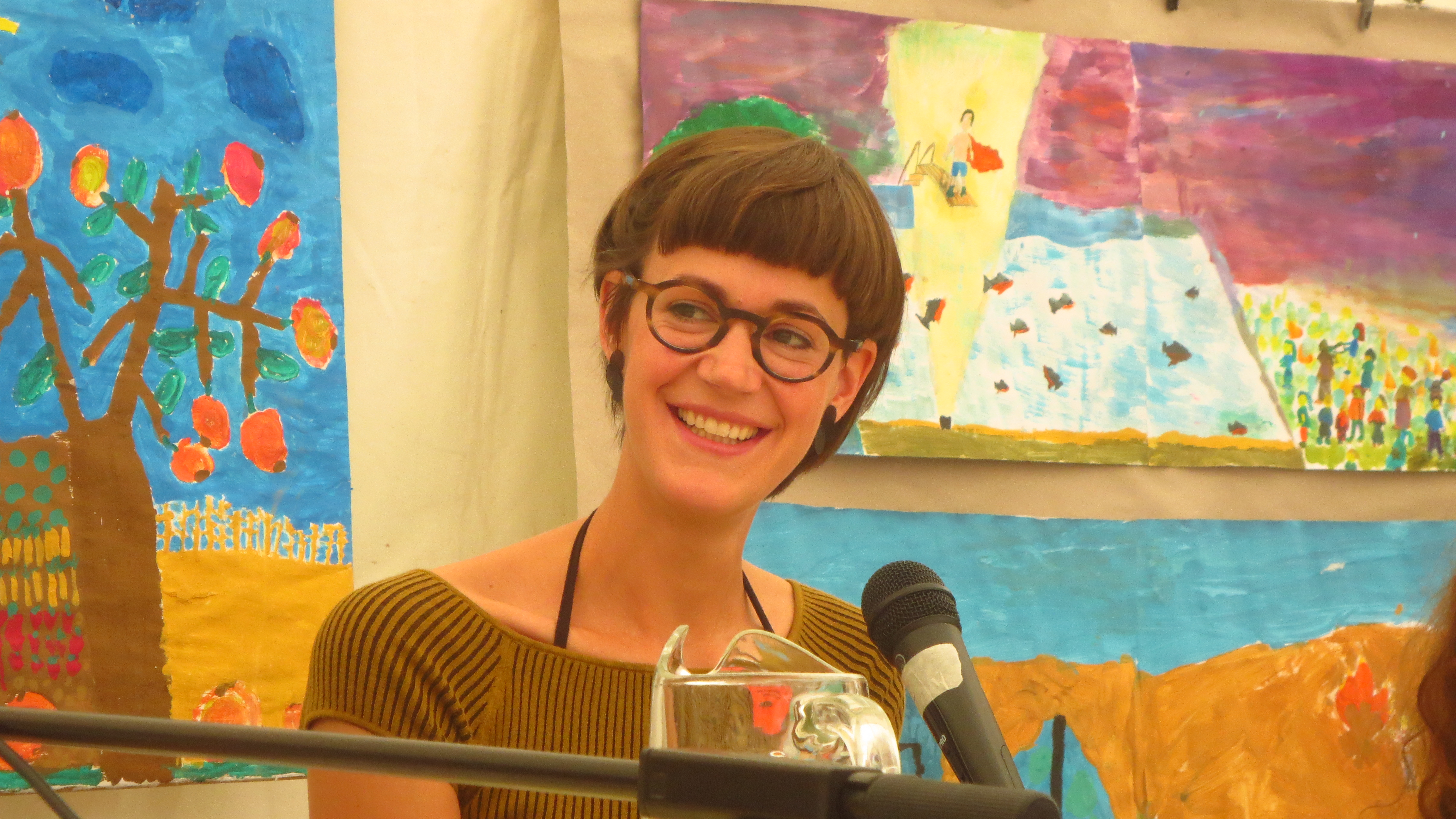
Vermeire in 2015

Kaatje Vermeire (Gent, 9 augustus 1981) is een Belgische illustrator van kinderboeken.

## Leven
Na de middelbare school studeert Vermeire Grafische - en Reclamevormgeving aan de Gentse Academie. Daarna volgde ze een opleiding Vrije Grafiek, waar ze de eindeloze mogelijkheden leerde kennen van grafische druktechnieken, zoals houtsnede en etsen. Naast illustreren, ontwerpt ze geboortekaartjes, uitnodigingen voor trouwfeesten, affiches en meer.

## Werk
Vermeire debuteerde in 2007 met De vrouw en het jongetje. Die prenten maakt ze voor haar eindwerk aan de Academie, Geert De Kockere bedenkt er de tekst bij. Het boek wordt meteen beloond met een Boekenpluim. Sindsdien illustreert Kaatje Vermeire verhalen van onder meer Tine Mortier, Brigitte Minne en Bas Rompa. Zijn haar illustraties in De vrouw en het jongetje donker en mysterieus, dan worden ze in haar volgende boeken lichter, gedetailleerder en speelser.
Kaatje Vermeire experimenteert graag met materialen die ze op rommelmarkten en in oude boekwinkels vindt: stoffen, oud papier, behang, verweerde natuurmaterialen, motieven, oude tijdschriften, stempels… Met die materialen maakt ze collages, die ze combineert met verschillende grafische en schildertechnieken. Het resultaat zijn gelaagde prenten, die reliëf en spanning suggereren. Met haar prenten maakt ze als het ware decors die de emoties in het verhaal versterken. Het zijn eigenzinnige prenten die betekenisvolle details toevoegen aan de tekst.
In 2010 wint Kaatje Vermeire de Picturale, de tweejaarlijkse tentoonstelling rond illustratiekunst die de stad Ronse organiseert. “Haar fotografische, intimistische, universele beelden beslechtten de wedstrijd. Het verdient lof als je erin slaagt een zo mistroostig thema als dementie op te lichten. Elke oerprent slaat je met fenomenale kracht in het gezicht,” aldus de jury over Mare en de dingen. In 2012 maakte ze het affichebeeld van de Jeugdboekenweek, waarop ze het concept tijd verbeeldt.
De boeken die Kaatje Vermeire illustreert, zijn onder meer naar het Spaans, Zweeds en Taiwanees vertaald.

## Bekroningen
- 2008 - Boekenpluim voor De vrouw en het jongetje
- 2010 - Grote Prijs van de Picturale[1][2] voor Mare en de dingen
- 2015 - Bilderbuchpreis voor Mare en de dingen[3]
- 2019 - Boekenpauw voor Ans & Wilma - Verdwaald